# Binburrum
Binburrum è un genere di coleotteri presente in Australia.
Nel 2020 sono state descritte tre nuove specie, B. articuno, B. moltres e B. zapdos, che prendono il loro nome dai Pokémon di prima generazione Articuno, Moltres e Zapdos.

## Galleria d'immagini

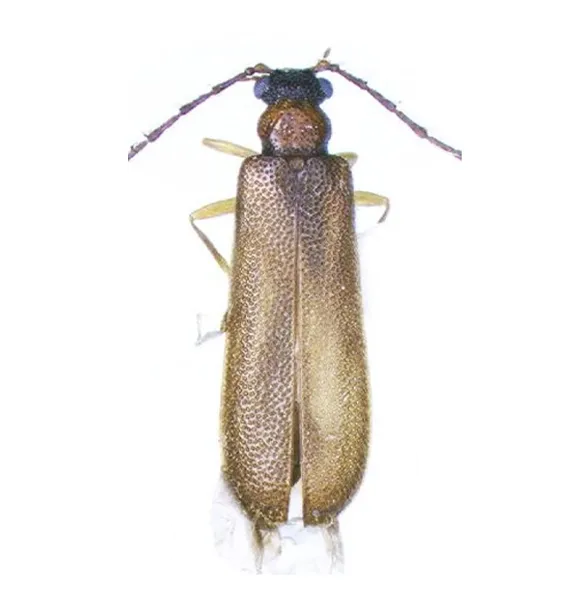
Binburrum articuno
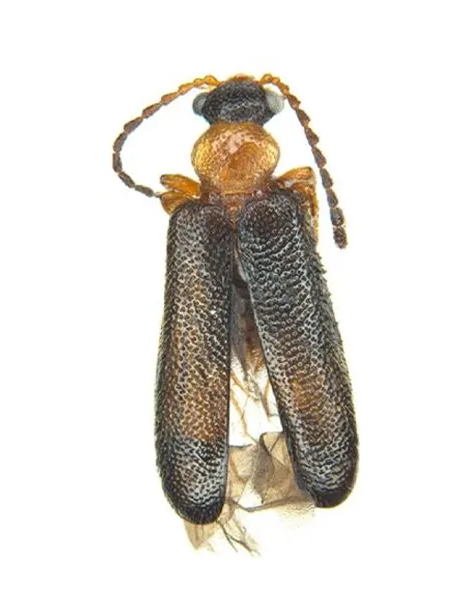
Binburrum zapdos